# Chansons!
Chansons! is een televisieprogramma van BNNVARA dat door Matthijs van Nieuwkerk en Rob Kemps wordt gepresenteerd.
In elke aflevering gaan Van Nieuwkerk en Kemps op zoek naar de verhalen over het Franse levenslied, vertolkt door Patachou, Gilbert Bécaud, Yves Montand.
Na het eerste seizoen met gemiddeld ruim 800.000 televisiekijkers werd er een boek uitgebracht onder dezelfde titel: Chansons! Op zoek naar het Franse lied door de straten van Parijs.

## Afleveringen
| Datum             | Thema            | Vertolker                    |
| ----------------- | ---------------- | ---------------------------- |
| 17 september 2021 | Parijs           | Edith Piaf                   |
| 24 september 2021 | L'amour          | Serge Gainsbourg             |
| 1 oktober 2021    | Joie de vivre    | Dalida                       |
| 8 oktober 2021    | Mélancolie       | Georges Brassens             |
| 31 december 2021  | Matthijs Encore! | Marlijn Weerdenburg en Fleur |
| 9 oktober 2022    | Chansons II      | Yves Montand                 |
| 16 oktober 2022   | Chansons II      | Dave                         |
| 23 oktober 2022   | Chansons II      | Joséphine Baker              |
| 30 oktober 2022   | Chansons II      | Barbara                      |

### Bestseller 60
| Boeken met noteringen in de Nederlandse Bestseller 60 | Jaar van verschijnen | Datum van binnenkomst | Hoogste positie | Aantal weken | Opmerkingen |
| ----------------------------------------------------- | -------------------- | --------------------- | --------------- | ------------ | ----------- |
| Chansons!                                             | 2021                 | 01-12-2021            | 2               | 15           |             |